# Politbande (Nürnberg)
Die Politbande (Eigenschreibweise: politbande) ist eine linksgerichtete überparteiliche Wählergruppe in Nürnberg. Sie wurde im November 2018 im Hinblick auf die Kommunalwahl 2020 gegründet und ist seitdem im Nürnberger Stadtrat vertreten.

## Mitglieder
Die Gruppierung stellt einen Zusammenschluss von unabhängig arbeitenden Kunst- und Kulturschaffenden aus Nürnberg dar, die sich großteils ehrenamtlich in Vereinen der Kulturszene engagieren.

## Programmatik
Die Wählergruppe möchte sich nach eigenen Angaben für eine ökologische, zukunftsorientierte und sozial gerechte Kommunalpolitik einsetzen. Ihr Kernziel ist hierbei die Stärkung selbstverwalteter Kulturzentren.

## Wahlergebnisse
Bei der Stadtratswahl am 15. März 2020 errang sie 1,7 % der Stimmen und damit einen Sitz im Nürnberger Stadtrat.
| Wahl | Rat der Stadt | Rat der Stadt | Rat der Stadt | Oberbürgermeisterwahl | Oberbürgermeisterwahl | Oberbürgermeisterwahl |
| ---- | ------------- | ------------- | ------------- | --------------------- | --------------------- | --------------------- |
| Wahl | %             | Stimmen       | Sitze         | KandidatIn            | %                     | Wähler                |
| 2020 | 1,7 %         | 190.710       | 1 von 70      | kein Kandidat         | –                     | –                     |